# Humlorna
Humlorna var ett lokalt politiskt parti som var registrerat för val till kommunfullmäktige i Olofströms kommun. Partiet var representerat i Olofströms kommunfullmäktige mellan 1991 och 1998. I valet 1991 hade partiet namnet "Humlorna – Sveriges förenade stater". I båda valen hade partiet ett mandat.